# Martina Giovanetti
Martina Giovanetti (Trento, 10 agosto 1987) è una velocista italiana, allenata da Andrea Zamboni che compete per il Gruppo Sportivo Forestale.
In carriera ha vinto 13 titoli nazionali di cui: 9 assoluti (tutti in staffetta) e 4 a livello giovanile (due doppiette 100–200 m da allieva e juniores).
Detiene il record nazionale assoluto con la staffetta 4×200 m indoor, stabilito il 26 febbraio del 2012 ad Ancona, durante gli assoluti indoor, con Gloria Hooper, Maria Enrica Spacca e Giulia Arcioni.

## Biografia

### Gli esordi e il reclutamento del Gruppo Sportivo della Forestale
Da ragazzina ha praticato pallavolo, nuoto ed anche judo. Ha iniziato a praticare atletica leggera nel 2001 all'età di 14 anni con la società Ataf Trento Pool allenata da Claudio Tavernini, passando poi al Gruppo Sportivo Valsugana Trentino e successivamente all'Unione Sportiva Quercia di Rovereto seguita dal tecnico Andrea Zamboni.
Reclutata dalla Forestale nel 2007, il 1º febbraio del 2008 è stata arruolata, entrando poi nel gruppo curato dal tecnico reatino Roberto Bonomi. Nel 2010 è tornata a Rovereto con il suo secondo tecnico Andrea Zamboni, in seguito si è trasferita negli Stati Uniti d'America sotto la guida del tecnico Darrell Smith. Come qualifica del corpo forestale dello Stato è Agente Scelto.

### 2004-2005: doppietta di titoli italiani allieve ed europei juniores
Nel 2004 a Cesenatico si mette in mostra aggiudicandosi i titoli italiani allievi nei 100 e 200 metri.
Nel 2005 gareggia nei 200 m agli Europei juniores di Kaunas in Lituania dove viene subito eliminata in batteria. Sempre nel 2005, ai campionati italiani juniores è stata bronzo sui 100 ed argento sui 200 m.

### 2006-2008: doppietta ai nazionali juniores, mondiali juniores, primo titolo italiano assoluto e le olimpiadi col lutto familiare
Nel 2006 a Rieti riconquista entrambi i titoli italiani di 100 e 200 m nella categoria juniores e partecipa ai Mondiali juniores di Pechino in Cina in entrambe le distanze, venendo eliminata rispettivamente in semifinale (con il quinto tempo) e in batteria (con il settimo tempo). Agli assoluti di Torino conquista due sesti posti su 100 e 200 m, mentre con la 4 x 100 m si ritira.
Nel 2008 è stata bronzo agli italiani promesse indoor ad Ancona sui 60 m e poi, sulla stessa distanza, ottava agli assoluti di Genova. Ai campionati italiani promesse chiude al quarto posto sui 100 m e vince l'argento sui 200 m. Il 19 luglio, ai campionati nazionali disputati a Cagliari, corre nella semifinale dei 100 m con il tempo di 11"51, primato personale e terza prestazione italiana dell'anno che le vale la convocazione nella staffetta 4×100 metri che parteciperà ai Giochi olimpici di Pechino. Tuttavia, a causa di un grave lutto familiare, è dovuta tornare in Italia prima della competizione. La madre Caterina, infatti, è morta per infarto mentre lei si trovava già a Pechino dove si stava preparando ed allenando in vista della staffetta 4 x 100 m delle olimpiadi cinesi. Sempre agli assoluti di Cagliari, ha vinto due medaglie: bronzo sui 100 m e oro con la 4 x 100 m.
In settembre al meeting di Rieti stabilisce il nuovo primato personale sui 200 m con 23"64, migliorandosi di oltre 40 centesimi.

### 2009: incetta di medaglie nazionali ed europei indoor
Nella stagione 2009 agli assoluti indoor di Torino vince due medaglie: d'oro con la staffetta 4 x 200 m e di bronzo sui 60 m; poi sulla stessa distanza migliora il personale in 7"38 (migliorato di 3 decimi dalla stagione precedente); partecipa in seguito agli Europei indoor in Italia a Torino dove arriva in semifinale nei 60 m uscendo con 7"41. Sempre nel 2009 ha vinto l'argento sui 200 m ai campionati italiani promesse. Poi agli assoluti di Milano ha vinto il titolo con la 4 x 100 m, mentre nelle prove individuali è finita sesta sui 100 m

### 2010-2015: sestina di titoli assoluti, europeo per nazioni e allenamenti negli U.S.A.
Nel 2010 è stata quinta sui 60 m agli assoluti indoor di Ancona; all'Europeo per nazioni svoltosi in Norvegia a Bergen è arrivata settima con la staffetta 4 x 100 m; agli assoluti di Grosseto invece ha vinto il titolo nella 4 x 100 m.
Nel 2011 agli assoluti di Torino sui 100 m è uscita in batteria, mentre ha vinto il titolo con la staffetta 4 x 100 m.
Nelle annate 2012 e 2013 cambia sede di allenamento, dall'Italia si sposta in America.
Nell'inverno del 2012 agli assoluti indoor di Ancona è arrivata sesta sui 60 m, agli italiani assoluti di Bressanone ha corso i 100 m classificandosi terza per millesimi alle spalle di Martina Amidei e della vittoriosa Audrey Alloh, successivamente ha vinto il titolo nella staffetta 4 x 100 m con la Forestale.
Due settimane dopo i campionati italiani sigla il personale 11"44 sui 100 m.
Nel 2013 ha vinto a Milano il titolo assoluto con la 4 x 100 m sempre per la Forestale.
Nel 2014 è stata assente ai Campionati assoluti indoor di Ancona, mentre a quelli outdoor di Rovereto è giunta quarta sui 100 m ed ha vinto il titolo con la 4x100 m.
Negli ultimi 8 anni di fila, dal 2008 al 2015, ha vinto con la Forestale il titolo assoluto con la staffetta 4 x 100 m.
Medaglia d'argento e vicecampionessa italiana dei 60 m agli assoluti indoor del 2015 a Padova.
Agli assoluti di Torino ha vinto il titolo italiano con la staffetta 4x100 m ed è stata quinta sui 100 m.

## Record nazionali
- Staffetta 4×200 m indoor: 1'36"40 ( Ancona, 26 febbraio 2012)
(Gloria Hooper, Maria Enrica Spacca, Giulia Arcioni, Martina Giovanetti)[11]

## Progressione

### 60 metri piani indoor
| Stagione | Tempo | Luogo  | Data      | Rank. Mond. |
| -------- | ----- | ------ | --------- | ----------- |
| 2015     | 7"40  | Padova | 22-2-2015 |             |
| 2012     | 7"54  | Ancona | 26-2-2012 | 412ª        |
| 2010     | 7"54  | Ancona | 28-2-2010 | 342ª        |
| 2009     | 7"38  | Ancona | 25-1-2009 | 100ª        |
| 2008     | 7"62  | Ancona | 17-2-2008 | 558ª        |
| 2005     | 7"71  | Genova | 5-2-2005  | 747ª        |

### 100 metri piani
| Stagione | Tempo | Luogo      | Data      | Rank. Mond. |
| -------- | ----- | ---------- | --------- | ----------- |
| 2015     | 11"68 | Torino     | 25-7-2015 |             |
| 2014     | 11"86 | Conegliano | 20-6-2014 |             |
| 2013     | 12"00 | Cagliari   | 1-6-2013  | 1.295ª      |
| 2012     | 11"44 | Donnas     | 14-7-2012 | 169ª        |
| 2011     | 11"54 | Modena     | 10-9-2011 | 233ª        |
| 2010     | 11"52 | Comacchio  | 25-9-2010 | 186ª        |
| 2009     | 11"60 | Götzis     | 20-9-2009 | 274ª        |
| 2008     | 11"51 | Cagliari   | 19-7-2008 | 213ª        |
| 2007     | 12"03 | Correggio  | 1-9-2007  | 1.202ª      |
| 2006     | 11"75 | Trento     | 17-6-2006 |             |
| 2005     | 11"95 | Grosseto   | 3-6-2005  | 852ª        |

### 200 metri piani
| Stagione | Tempo | Luogo             | Data      | Rank. Mond. |
| -------- | ----- | ----------------- | --------- | ----------- |
| 2015     | 24"53 | Rovereto          | 10-7-2015 |             |
| 2013     | 24"80 | Walnut            | 20-4-2013 | 1.483ª      |
| 2012     | 23"33 | Donnas            | 14-7-2012 |             |
| 2011     | 23"61 | Rapperswil-Jona   | 18-9-2011 | 245ª        |
| 2010     | 23"61 | Salisburgo        | 18-9-2010 | 220ª        |
| 2009     | 24"02 | Götzis            | 20-9-2009 | 524ª        |
| 2008     | 23"64 | Rieti             | 7-9-2008  | 289ª        |
| 2007     | 25"09 | Pergine Valsugana | 20-5-2007 | 2.243ª      |
| 2006     | 24"05 | Rieti             | 23-7-2006 | 494ª        |
| 2005     | 24"44 | Majano            | 29-5-2005 | 887ª        |

## Palmarès
| Anno | Manifestazione    | Sede    | Evento      | Risultato  | Tempo | Note   |
| ---- | ----------------- | ------- | ----------- | ---------- | ----- | ------ |
| 2005 | Europei juniores  | Kaunas  | 200 m piani | Batteria   | 25"59 | [ 12 ] |
| 2006 | Mondiali juniores | Pechino | 100 m piani | Semifinale | 11"98 | [ 13 ] |
| 2006 | Mondiali juniores | Pechino | 200 m piani | Batteria   | 24"99 | [ 14 ] |
| 2009 | Europei indoor    | Torino  | 60 m piani  | Semifinale | 7"41  | [ 15 ] |

## Campionati nazionali
- 8 volte campionessa assoluta della 4x100 m (2008, 2009, 2010, 2011, 2012, 2013, 2014, 2015)
- 1 volta campionessa assoluta indoor della 4x200 m (2009)
- 1 volta campionessa juniores dei 100 m (2006)
- 1 volta campionessa juniores dei 200 m (2006)
- 1 volta campionessa allieve dei 100 m (2004)
- 1 volta campionessa allieve dei 200 m (2004)

2004
- Oro ai Campionati italiani allieve, (Cesenatico), 100 m - 12"19[16]
- Oro ai Campionati italiani allieve, (Cesenatico), 200 m - 25"13[16]

2005
- Bronzo ai Campionati italiani juniores, (Grosseto), 100 m[17]
- Argento ai Campionati italiani juniores, (Grosseto), 200 m[17]

2006
- Oro ai Campionati italiani juniores, (Rieti),
100 m - 11"76[18]
- Oro ai Campionati italiani juniores, (Rieti),
200 m - 24"05[19]
- 6ª ai Campionati italiani assoluti, (Torino),
100 m - 12"07[20]
- 6ª ai Campionati italiani assoluti, (Torino),
200 m - 24"47[21]
- In batteria ai Campionati italiani assoluti, (Torino), 4×100 m - dnf[22]

2008
- Bronzo ai Campionati italiani promesse indoor, (Ancona), 60 m - 7"67[23]
- 8ª ai Campionati italiani assoluti indoor, (Genova), 60 m - 7"66[24]
- 4ª ai Campionati italiani promesse, (Torino),
100 m - 12"00[25]
- Argento ai Campionati italiani promesse, (Torino), 200 m - 24"28[26]
- Bronzo ai Campionati italiani assoluti, (Cagliari), 100 m - 11"63[27]
- Oro ai Campionati italiani assoluti, (Cagliari), 4×100 m - 45"02[28]

2009
- Bronzo ai Campionati italiani assoluti indoor, (Torino), 60 m - 7"40[29]
- Oro ai Campionati italiani assoluti indoor, (Torino), 4×200 m - 1'36"55[30]
- Argento ai Campionati italiani promesse, (Rieti), 200 m - 24"65[31]
- 6ª ai Campionati italiani assoluti, (Milano),
100 m - 11"82[32]
- In batteria ai Campionati italiani assoluti, (Milano), 200 m - dns[33]
- Oro ai Campionati italiani assoluti, (Milano), 4×100 m - 45"33[34]

2010
- 5ª ai Campionati italiani assoluti indoor, (Ancona), 60 m - 7"54[35]
- Oro ai Campionati italiani assoluti, (Grosseto), 4×100 m - 44"94[36]

2011
- In batteria ai Campionati italiani assoluti, (Torino), 100 m - 11"97[37]
- Oro ai Campionati italiani assoluti, (Torino), 4×100 m - 44"94[38]

2012
- 6ª ai Campionati italiani assoluti indoor, (Ancona), 60 m - 7"56[39]
- Oro ai Campionati italiani assoluti, (Bressanone), 4×100 m - 44"10[40]

2013
- Oro ai Campionati italiani assoluti, (Milano), 4×100 m - 45"43[41]

2014
- 6ª ai Campionati italiani assoluti, (Rovereto),
100 m - 11"75[42]
- Oro ai Campionati italiani assoluti, (Rovereto), 4x100 m - 45"06[43]

2015
- Argento ai Campionati italiani assoluti indoor, (Padova), 60 m - 7"40[44]
- 5ª ai Campionati italiani assoluti, (Torino),
100 m - 11"68[45]
- Oro ai Campionati italiani assoluti, (Torino),
4×100 m - 44"59[46]

## Altre competizioni internazionali
2010
- 6ª all'Europeo per nazioni ( Bergen), 4×100 metri - 44"14[47]